# José Alencar
José Alencar Gomes da Silva (også kendt som José Alencar, den Stærke, født 17. oktober 1931 i Muriaé, Minas Gerais – 29. marts 2011 i São Paulo) var en brasiliansk politiker. Han var vicepræsident for præsident Luiz Inácio Lula da Silva i perioden 2003 – 2010. I perioden 2004 – 2006 var han også Brasiliens forsvarsminister. Alencar var medlem af det politiske parti Partido Republicano Brasileiro (PRB). I hans sidste år var han for de meste på hospital Sírio-Libanês, selvom at han også modtog eksperimentel Behandling på et universitetshospital i Houston, Texas. Hans død blev mødt med sorg af medlemmer af forskellige institutioner og på tværs af det politiske spektrum og præsident Dilma Rousseff sagde at de var en ære at have arbejdet sammen med ham. Han fik efter sin død en statsbegravelse og vicepræsident Michel Temer, udtalte at der ville blive, holdt en syv dage lang sørgedag.